# مايكل دورانت
مايكل دورانت (بالإنجليزية: Michael Durant)‏ هو قائد مروحية ‏ وكاتب ورائد أعمال أمريكي، ولد في 23 يوليو 1961 في برلين في الولايات المتحدة.